# Molophilus (Molophilus) drepanucha
Molophilus (Molophilus) drepanucha is een tweevleugelige uit de familie steltmuggen (Limoniidae). De soort komt voor in het Neotropisch gebied.